# 約翰斯頓縣 (北卡羅萊納州)
約翰斯頓县（英語：Johnston County）是美國北卡羅萊納州中部，洛利東南郊的一個縣。面積2,061平方公里。根据美國2019年人口普查，共有人口209,339人。縣治為史密斯菲爾德 (北卡羅萊納州)。
成立於1746年6月28日。縣名紀念北卡羅萊納殖民地總督加伯利·約翰斯頓（Gabriel Johnston）。